# Arquidiócesis de Vercelli
La arquidiócesis de Vercelli (en latín: Archidioecesis Vercellensis y en italiano: Arcidiocesi di Vercelli) es una circunscripción eclesiástica de la Iglesia católica en Italia. Se trata de una arquidiócesis latina, sede metropolitana de la provincia eclesiástica de Vercelli. Desde el 27 de febrero de 2014 su arzobispo es Marco Arnolfo.

## Territorio y organización

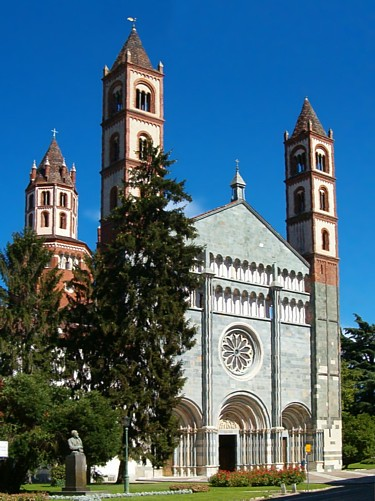
Basílica de San Andrés, en Vercelli

La arquidiócesis tiene 1658 km² y extiende su jurisdicción sobre los fieles católicos de rito latino residentes en parte de la región de Lombardía, comprendiendo:
- en la provincia de Vercelli las comunas de: Postua, Guardabosone, Serravalle Sesia, Lozzolo, Roasio, Gattinara, Rovasenda, Lenta, Ghislarengo, Arborio, San Giacomo Vercellese, Buronzo, Balocco, Villarboit, Greggio, Albano Vercellese, Formigliana, Casanova Elvo, Collobiano, Oldenico, Villata, Quinto Vercellese, Santhià, San Germano Vercellese, Olcenengo, Caresanablot, Borgo Vercelli, Vercelli, Salasco, Crova, Sali Vercellese, Tronzano Vercellese, Bianzè, Lignana, Prarolo, Asigliano Vercellese, Pezzana, Desana, Ronsecco, Livorno Ferraris, Caresana, Stroppiana, Pertengo, Rive, Costanzana, Tricerro, Trino, Fontanetto Po, Lamporo, Motta de' Conti, Palazzolo Vercellese, Crescentino, Saluggia, Cigliano, Moncrivello y Borgo d'Ale;[nota 1]
- en la provincia de Biella las comunas de: Ailoche, Brusnengo, Caprile, Castelletto Cervo, Crevacuore, Curino, Masserano, Sostegno, Villa del Bosco y las fracciones de Pray, Flecchia y Pianceri de la comuna de Pray;[nota 2]
- en la provincia de Novara las comunas de: Biandrate, Casalbeltrame, Casaleggio Novara, Landiona, Recetto, San Nazzaro Sesia, Vicolungo y Vinzaglio;
- en la provincia de Pavía las comunas de: Candia Lomellina, Castelnovetto, Confienza, Cozzo, Langosco, Palestro y Robbio;[nota 3]
- en la provincia de Alessandria las fracciones de Due Sture y Pobietto de la comuna de Morano sul Po.[nota 4]

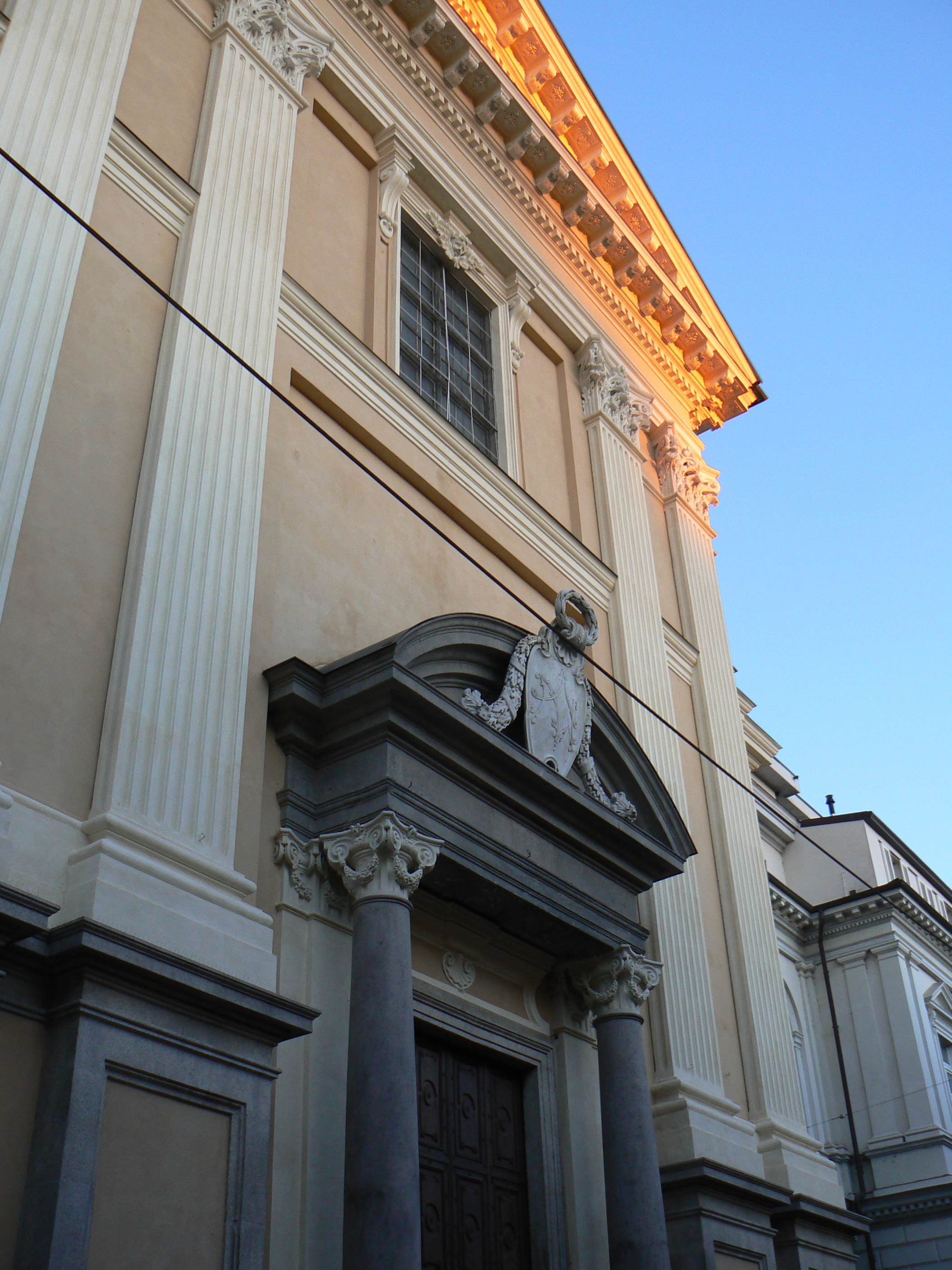
Basílica de Santa María la Mayor, en Vercelli

La arquidiócesis confina al norte con las diócesis de Novara y Biella, al este confina también con la diócesis de Novara y con la diócesis de Vigevano, al sur confina con la diócesis de Casale Monferrato y al oeste con la diócesis de Ivrea.

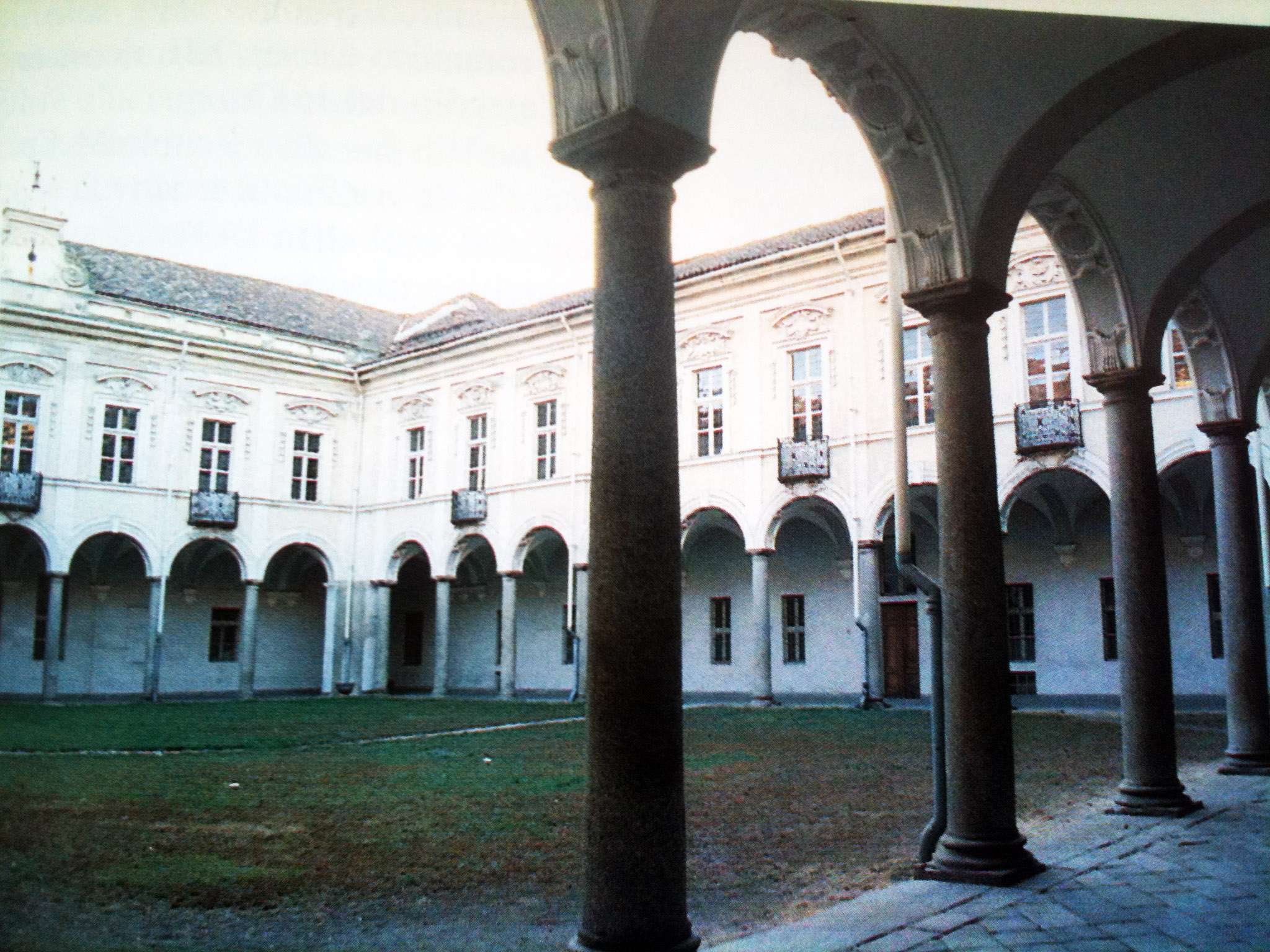
Seminario archiepiscopal de Vercelli

La sede de la arquidiócesis se encuentra en la ciudad de Vercelli, en donde se halla la Catedral basílica de San Eusebio y otras dos basílicas: la de San Andrés y la de Santa María la Mayor. 

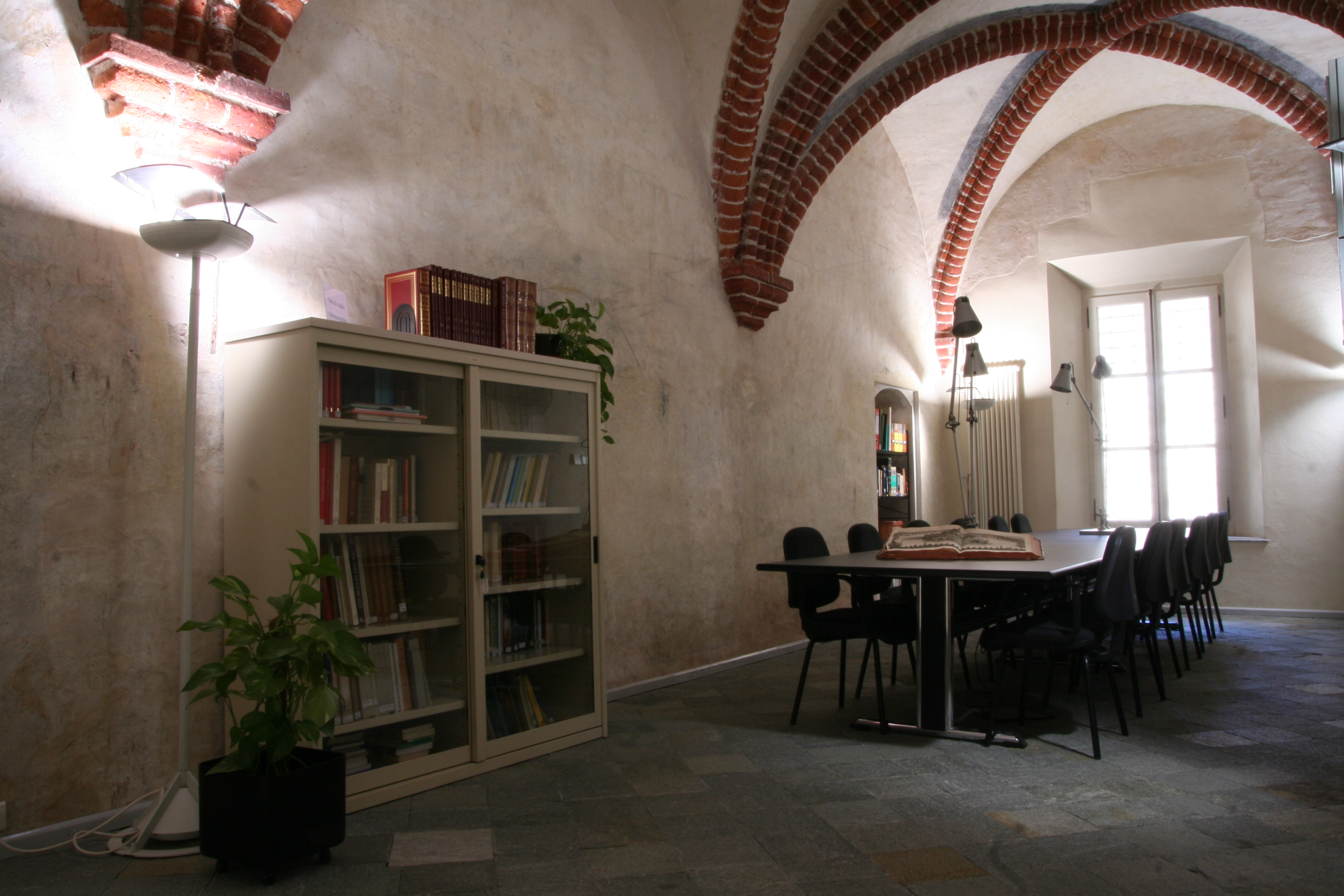
Biblioteca Capitular de Vercelli

En 2022 en la arquidiócesis existían 117 parroquias agrupadas en 6 vicariatos: Vercelli, Buronzo-Arborio, Gattinara-Serravalle-Sostegno, Robbio-Biandrate, Santhià y Trino.
La arquidiócesis tiene como sufragáneas a las diócesis de: Alessandria, Biella, Casale Monferrato y Novara.

## Historia
La diócesis de Vercelli fue erigida en el siglo III. El primer obispo de Vercelli fue Eusebio, uno de los padres de la Iglesia. Fue el primero en emprender la traducción de los Evangelios al latín y aún hoy la Biblioteca Capitular de Vercelli conserva el Codex Vercellensis, un manuscrito en pergamino del siglo IV. Eusebio es el iniciador de la piedad mariana en el Piamonte: quizá a él se deban numerosas fundaciones marianas como Crea y Oropa directamente o al menos a su obra de evangelización. Originalmente Vercelli era sufragánea de la arquidiócesis de Milán.
Hasta el siglo XVIII en la catedral de Vercelli se podían admirar las pinturas, acompañadas de los nombres, de los primeros cuarenta obispos de la diócesis, en orden cronológico desde San Eusebio hasta Nottingo en el siglo IX. Según Lanzoni, esta serie, digna de creer, repetía en imágenes los dípticos diocesanos.
En la Alta Edad Media el territorio de la diócesis era muy extenso e incluía también Biella, Casale Monferrato y parte de Lomellina hasta Robbio. Recibió de Carlomagno numerosos derechos y privilegios, en los que se aprecia el inicio del poder temporal.
El 13 de diciembre de 899 los paganos húngaros saquearon la ciudad y masacraron al clero local.
En 912 el papa Anastasio III concedió al obispo Regembert el uso del palio.
En 997 fue asesinado el obispo Pietro, partidario de los emperadores, que había defendido los derechos de la Iglesia contra las intromisiones de Arduino, marqués de Ivrea. El origen del precioso libro de Vercelli (Vercelli book), un códice inglés que aún hoy se conserva en la biblioteca capitular, se remonta a finales del siglo X.
En 1014 los obispos de Vercelli recibieron cuantiosas donaciones del emperador Enrique II, que son la base del poder civil que los obispos ejercerán en los siglos siguientes como obispos-condes.
En 1148 el papa Eugenio III, que pasaba por Vercelli de regreso de un viaje a Francia, consagró personalmente la iglesia de Santa María la Mayor, en presencia de san Bernardo de Claraval.
En 1160 el obispo Uguccione construyó en Biella el castillo de Piazzo, origen del pueblo medieval.
A comienzos de los siglos XII y XIII, el beato Oglerio, abad de Lucedio, estuvo presente en la diócesis y solucionó algunas disputas entre la comuna y la diócesis. El culto fue confirmado en 1875: sus reliquias todavía se veneran en Trino.
A principios del siglo XIII, el obispo san Alberto Avogadro obtuvo para él y sus sucesores el uso de la púrpura, normalmente reservada a los cardenales, en ciertos días del año, derecho que aún conservan los arzobispos de Vercelli, siempre que se encuentren dentro del territorio de la propia sede.
En 1220 el cardenal Guala Bicchieri, de Vercelli, fundó el monasterio de San Andrés, cerca de la iglesia del mismo nombre, a expensas del rey de Inglaterra Enrique II, como acto de expiación por el asesinato del santo obispo Tomás de Canterbury.
En la década de 1330, el obispo Jacopo fue obligado a exiliarse por la facción gibelina y encontró refugio en el castillo de Santhià. Con acta del 24 de abril de 1243, el cardenal Gregorio da Montelongo, legado papal, había cedido jurisdicción sobre todos los territorios pertenecientes a la diócesis de Vercelli, entonces vacante, a la comuna, conservando a esta última la jurisdicción menor. La transferencia, de tamaño considerable, fue impugnada por los obispos posteriores, con éxito desigual.
El derecho de elección del obispo era ejercido por el cabildo catedralicio. En 1268 los canónigos se encontraron divididos en dos facciones, intervino entonces el papa Clemente IV, que eligió a Aimone di Challant, quien en 1294 consagró la iglesia de Santa María de Oropa. El papa Bonifacio VIII reclamó el derecho de elección del obispo a la Sede Apostólica, pero como excepción a esta disposición, aprobó la elección realizada por el capítulo de Raniero Avogadro, que el 23 de marzo de 1307, armas en mano, derrotó al hereje Dulcino y su secta.
El obispo Lombardino della Torre también estuvo exiliado, esta vez en Biella, antes de mediados del siglo XIV, con la oposición de la facción cismática que seguía a Luis IV de Baviera. En el mismo período Vercelli quedó bajo el control de los Visconti. En la segunda mitad del siglo y principios del siguiente, Vercelli sufrió mucho por los conflictos entre los partidarios de diferentes papas. Dos obispos se sumaron al cisma y fueron privados de su cargo.
El papa Urbano VI en 1384 se reservó definitivamente el derecho de elegir obispos para la Santa Sede. La última iniciativa de los canónigos para la elección del obispo se produjo en 1437, cuando el papa Eugenio IV impuso el obispo Guglielmo Didier.
En 1427 Vercelli pasó a ser dominio de la Casa de Saboya, situada en la frontera oriental del estado, marcada hasta 1734 por el río Sesia.
El 18 de abril de 1474 cedió una parte de su territorio para la erección de la diócesis de Casale Monferrato mediante la bula Pro excellenti del papa Sixto IV.
El 2 de enero de 1566, en aplicación del Concilio de Trento, el cardenal Guido Luca Ferrero instituyó el seminario diocesano. Otra consecuencia del Concilio de Trento, aunque indirecta, fue la supresión del antiguo rito eusebio, sancionado el 30 de marzo de 1575, que era específico de la diócesis. De hecho, la bula Quo primum tempore del papa Pío V con la que se aprobó el nuevo Misal romano abolió sólo los ritos que no tenían doscientos años de antigüedad, por lo que el rito eusebio podría haberse preservado: su supresión, sin embargo, es parte de una zona de progresiva hegemonía del rito romano en todo Occidente.
El largo episcopado de Giacomo Goria en el siglo XVII fue particularmente difícil. Visto con sospecha por el duque Víctor Amadeo I de Saboya por una supuesta cercanía a los españoles, por haberse negado a intercambiar la sede de Vercelli con otra diócesis y por haber impuesto excomuniones, pasó largas temporadas fuera de la diócesis, ampliando incluso sus visitas ad limina. Vio empeorar su situación con el estallido de la guerra franco-española y residió durante mucho tiempo en la parte de la diócesis que estaba en el ducado de Milán, particularmente en Bolgaro y Vicolungo. Los conflictos llegaron a tal punto que el vicario general que había nombrado fue destituido, Víctor Amadeo I escribió al cabildo catedralicio para solicitar la elección —ilícita según el derecho canónico— de un nuevo vicario general, el cabildo se negó, protestando que no tenía este derecho, pero el nuncio apostólico Fausto Cappellolli impuso un nuevo vicario. Posteriormente todos los familiares del obispo fueron expulsados de Vercelli. La situación del obispo mejoró después de la muerte de Víctor Amadeo I, cuando Vercelli fue ocupada por los españoles y, luego, con el apoyo de la facción "principista" que se oponían a la regencia de Cristina de Francia, logró trasladar su residencia a Salussola y Biella, donde presenció la muerte de la venerable Francesca Caterina de Saboya. Después de más de ocho años de ausencia, regresó a Vercelli el 14 de diciembre de 1640: en aquella ocasión el maestro de capilla de la catedral, Marco Antonio Centio, compuso In reditu Episcopi ad cives. El episcopado de Goria, que a pesar de las dificultades y obstáculos había podido realizar varias veces la visita pastoral, estuvo lleno de iniciativas, especialmente en beneficio del santuario de Oropa, entre las que destaca la primera coronación solemne del Simulacro de la Virgen, de la educación secular y de los seminarios en 1620 y también vio la unión de los cabildos catedralicios y de Santa María la Mayor. Precisamente debido a la ocupación española, la diócesis permaneció vacante durante doce años, hasta 1660.
Con el obispo Vittorio Agostino Ripa (1679-1691) Vercelli se convirtió en uno de los centros de difusión del semiquietismo de origen francés. De hecho, el obispo acogió en la diócesis al padre La Combe, barnabita, al que se unió Jeanne Guyon, y autorizó la impresión de sus obras. Intervinieron también en visitas pastorales y conferencias espirituales destinadas al clero. El propio obispo Ripa fue autor del tratado de oración L’orazione del cuore (1686), en el que presenta la oración pasiva.
El 1 de junio de 1772 cedió otra parte de su territorio para la erección de la diócesis de Biella mediante el Breve Praecipua demandati del papa Clemente XIV, que luego fue suprimida por el papa Pío VII el 1 de junio de 1803 mediante el breve Gravissimis causis durante el período napoleónico, volviendo a ser incluida en la diócesis de Vercelli.
En 1803 Vercelli pasó a formar parte de la provincia eclesiástica de la arquidiócesis de Turín. En el turbulento período napoleónico la diócesis estaba dirigida por Giovanni Battista Canaveri, más bien inclinado a rendir homenaje a las autoridades civiles y por tanto apreciado por el ministro de religión Jean-Étienne Portalis. En 1810 aceptó que se enseñaran en Vercelli los artículos del clero galicano de 1682, que ya habían sido condenados por los papas. Después de la muerte del obispo Canaveri, Napoleón Bonaparte eligió obispo de Vercelli al canónigo Carlo Giuseppe Tardì en 1813, a quien el capítulo reconoció como vicario capitular. El elegido no fue reconocido por el papa y dimitió en 1814.
El 17 de julio de 1817 fue elevada al rango de arquidiócesis metropolitana mediante la bula Beati Petri del papa Pío VII, y tenía como sufragáneas a Alessandria, Biella (restablecida por la misma bula) y Casale Monferrato. El 26 de septiembre siguiente, el mismo papa amplió la recién formada provincia eclesiástica de Vercelli con la adición de las diócesis de Novara y Vigevano, hasta ese momento sufragáneas de la arquidiócesis de Milán; el decreto entró en vigor el 26 de noviembre de 1817.
Durante el período de la Unificación italiana la arquidiócesis estuvo gobernada durante mucho tiempo por Alejandro de Angennes, un obispo liberal, que celebró un sínodo diocesano en 1842 y en 1852 promovió el nacimiento de una sociedad de trabajadores de inspiración católica.
El 15 de julio de 1923 el papa Pío XI concedió a los canónigos del capítulo metropolitano de San Eusebio el privilegio de ser prelados de honor de Su Santidad.
La diócesis de Vigevano pasó a formar parte de la provincia eclesiástica de la arquidiócesis de Milán el 17 de julio de 1974.
Las Hermanas de Santa María de Loreto, fundada en Saluggia en 1891, y las Hijas de San Eusebio, creada en 1899 para ayudar a las personas discapacitadas, son órdenes originarias de la arquidiócesis de Vercelli.
El papa Juan Pablo II visitó Vercelli en 1998 y allí beatificó a Secondo Pollo, capellán de las tropas alpinas, caídas en Montenegro en 1941.

## Estadísticas
Según el Anuario Pontificio 2023 la arquidiócesis tenía a fines de 2022 un total de 155 000 fieles bautizados.
| Año                                                                             | Población            | Población | Población      | Sacerdotes | Sacerdotes    | Sacerdotes    | Bautizados por sacerdote | Diáconos permanentes | Religiosos | Religiosos | Parroquias |
| Año                                                                             | Bautizados católicos | Total     | % de católicos | Total      | Clero secular | Clero regular | Bautizados por sacerdote | Diáconos permanentes | Varones    | Mujeres    | Parroquias |
| ------------------------------------------------------------------------------- | -------------------- | --------- | -------------- | ---------- | ------------- | ------------- | ------------------------ | -------------------- | ---------- | ---------- | ---------- |
| 1950                                                                            | 198 478              | 198 824   | 99.8           | 397        | 347           | 50            | 499                      |                      | 86         | 955        | 139        |
| 1970                                                                            | 199 566              | 199 672   | 99.9           | 258        | 223           | 35            | 773                      |                      | 68         | 821        | 143        |
| 1980                                                                            | 191 100              | 191 650   | 99.7           | 234        | 194           | 40            | 816                      | 1                    | 70         | 797        | 147        |
| 1990                                                                            | 177 660              | 178 200   | 99.7           | 193        | 162           | 31            | 920                      | 8                    | 53         | 582        | 117        |
| 1999                                                                            | 177 000              | 178 000   | 99.4           | 148        | 126           | 22            | 1195                     | 10                   | 31         | 485        | 117        |
| 2000                                                                            | 174 000              | 175 000   | 99.4           | 139        | 124           | 15            | 1251                     | 11                   | 25         | 477        | 117        |
| 2001                                                                            | 179 000              | 180 000   | 99.4           | 152        | 128           | 24            | 1177                     | 11                   | 29         | 470        | 117        |
| 2002                                                                            | 179 100              | 180 000   | 99.5           | 142        | 122           | 20            | 1261                     | 11                   | 30         | 472        | 117        |
| 2003                                                                            | 179 000              | 180 000   | 99.4           | 139        | 112           | 27            | 1287                     | 10                   | 31         | 358        | 117        |
| 2004                                                                            | 179 000              | 181 000   | 98.9           | 139        | 112           | 27            | 1287                     | 10                   | 31         | 351        | 118        |
| 2010                                                                            | 178 300              | 183 400   | 97.2           | 126        | 104           | 22            | 1415                     | 10                   | 26         | 284        | 117        |
| 2012                                                                            | 174 200              | 179 800   | 96.9           | 103        | 87            | 16            | 1691                     | 13                   | 20         | 282        | 117        |
| 2017                                                                            | 161 035              | 174 904   | 92.1           | 89         | 77            | 12            | 1809                     | 14                   | 15         | 194        | 117        |
| 2020                                                                            | 157 358              | 170 911   | 92.1           | 74         | 63            | 11            | 2126                     | 16                   | 19         | 174        | 117        |
| 2022                                                                            | 155 000              | 169 000   | 91.7           | 80         | 64            | 16            | 1937                     | 14                   | 21         | 160        | 117        |
| Fuente: Catholic-Hierarchy, que a su vez toma los datos del Anuario Pontificio. |                      |           |                |            |               |               |                          |                      |            |            |            |

## Episcopologio
- San Sabiniano (?) †
- San Marziale (?) †
- San Teonesto (?) †[nota 5]
- San Eusebio † (antes de 354-circa 371 falleció)
- San Limenio † (antes de 374-después de 381)
- San Onorato † (circa 396-después de 397)[nota 6]
- San Discolio † (415-?)[nota 7]
- San Albino † (435-1 de marzo de 451 falleció)[nota 8]
- San Giustiniano † (451-468)[nota 9]
- Anónimo †
- San Simplicio o Simpliciano † (470)[nota 10]
- Massimiano †
- San Emiliano I † (501-506 falleció)
- Anónimo †[nota 11]
- Eusebio II † (520-?)
- San Costanzo † (530-?)
- San Flaviano † (541-?)[nota 12]
- San Vedasto † (circa 553-?)[nota 13]
- Tiberio † (circa 571-?)
- Anónimo †[nota 14]
- Berardo † (circa 589)
- San Filosofo † (circa 600-9 de noviembre de 618 falleció)
- San Bonoso † (circa 617-626)[nota 15]
- Anónimo †
- San Cirillo † (638-?)
- San Damiano † (652-?)
- Anónimo †
- Anónimo †[nota 16]
- San Celso † (?-13 de abril de 665 falleció)
- Teodoro † (antes de 679-después de 680)
- Magnezio † (circa 690)
- Emiliano III † (mencionado en 707)
- Rodolfo †
- Sigfrido †
- Pellegrino †[nota 17]
- Crisanto † (circa 776)
- Baringo, O.S.B. † (circa 783)
- Giso † (circa 790)
- Cuniberto † (circa 795)
- San Albino II † (circa 800-circa 826 falleció)
- Auterico † (827-?)
- Nottingo † (mencionado en 830)[nota 18]
- Luviduardo † (mencionado en 841)
- Norgaudo † (mencionado en 844)
- Adalgaudo † (antes de 864-879 falleció)
- Consperto † (879-879 o 880)
- Liutvardo † (antes de junio de 880-marzo de 901)
- Sebastiano † (marzo de 901-?)
- Regenberto † (circa 904-después del 12 de marzo de 924)
- Atto II † (924-957 o 958 falleció)[12]
- Ingone † (961-9 de diciembre de 974 falleció)
- San Pietro † (978-13 de febrero de 997 falleció)
- Raginfredo? † (mencionado el 31 de diciembre de 997)[nota 19]
- Leone † (999-después de 1024)
- Arderico † (antes de 1027-circa 1044 falleció)
- Gregorio † (1044-circa 1077 falleció)
  - Wennerico † (circa 1077-1082 o 1083 falleció) (cismático)
- Regennerio o Reinerio † (antes de julio de 1083-1089 falleció)
- Gisolfo † (mencionado en 1108)
- Gregorio II †
- Sigifredo † (antes de 1110-después de 1117)
- Anselmo † (antes de 1124-después de 1132)
- Azzone † (1135-1135 falleció)[nota 20]
- Gisolfo II † (1135-después de 1148)
- Uguccione † (1150-28 de noviembre de 1170 falleció)
  - Aimone † (mencionado en 1165) (antiobispo)
- Guala Bondano † (1170-1182 renunció)
- Uberto Crivelli † (1182-9 de mayo de 1185 nombrado arzobispo de Milán, luego electo papa con el nombre de Urbano III)
- San Alberto Avogadro † (1185-1205 nombrado patriarca latino de Jerusalén)
- Lotario Rosario † (1205-abril de 1208 nombrado arzobispo de Pisa)
- Aliprando (Eriprando) Visconti † (1208-26 de septiembre de 1213 falleció)
- Guglielmo † (1213-1213 falleció)
- Ugo di Sessa † (noviembre de 1213-4 de noviembre de 1235 falleció)
- Jacopo Carnario Vialardi † (1235?-15 de febrero de 1241 falleció)
  - Sede vacante (1241-1244)
- Martino Avogadro di Quaregna † (1244-julio de 1268 falleció)
  - Sede vacante (1268-1273)
- Aimone di Challant † (21 de diciembre de 1273-19 de junio de 1303 falleció)
- Raniero Avogadro † (3 de agosto de 1303-19 de noviembre de 1310 falleció)
- Uberto Avogadro † (circa 1310-1328 falleció)
- Lombardo della Torre † (16 de diciembre de 1328-9 de abril de 1343 falleció)
  - Teodorico † (18 de enero de 1329-?) (antiobispo)
- Emanuele Fieschi † (16 de junio de 1343-1347 falleció)
- Giovanni Fieschi † (12 de enero de 1349-1384 falleció)
  - Giacomo Cavalli † (1 de junio de 1379-1412 nombrado obispo de Severino) (antiobispo)
  - Ludovico Fieschi † (1384[nota 21]-1406 depuesto) (administrador apostólico)
- Matteo Gisalberti † (31 de marzo de 1406-1412 depuesto)
- Ibleto Fieschi † (26 de agosto de 1412-1437 falleció)
- Guglielmo Didier † (17 de mayo de 1437-1452 renunció)
- Giovanni Giliaco † (2 de octubre de 1452-26 de mayo de 1455 falleció)
- Giorgio Giliaco † (28 de mayo de 1455-1458 falleció)
- Amedeo Nori † (17 de marzo de 1459-1469 falleció)
- Urbano Bonivardo, O.S.B. † (14 de julio de 1469-16 de julio de 1499 falleció)
- Giovanni Stefano Ferrero † (16 de julio de 1499 por sucesión-24 de enero de 1502 nombrado obispo de Bolonia)
- Giuliano della Rovere † (24 de enero de 1502-1 de noviembre de 1503 electo papa con el nombre de papa Julio II)
  - Giovanni Stefano Ferrero † (1 de noviembre de 1503-5 de noviembre de 1509 nombrado administrador apostólico de Ivrea) (por segunda vez, administrador apostólico)
- Bonifacio Ferrero † (5 de noviembre de 1509-17 de septiembre de 1511 nombrado obispo de Ivrea)
- Agostino Ferrero † (17 de septiembre de 1511-1 de septiembre de 1536 falleció)
  - Bonifacio Ferrero † (1 de septiembre de 1536-20 de diciembre de 1536 renunció) (por segunda vez, administrador apostólico)
- Pier Francesco Ferrero † (20 de diciembre de 1536-2 de marzo de 1562 renunció)
- Guido Luca Ferrero † (2 de marzo de 1562-17 de octubre de 1572 renunció)
- Giovanni Francesco Bonomigni (o Bonomo o Bonomi) † (17 de octubre de 1572-26 de febrero de 1587 falleció)
- Costanzo Torri, O.F.M.Conv. † (6 de abril de 1587-29 de mayo de 1589 renunció)
- Corrado Asinari † (29 de mayo de 1589-1590 falleció)
- Marcantonio Visia † (13 de agosto de 1590-1599 renunció)
- Giovanni Stefano Ferrero, O.Cist. † (29 de marzo de 1599-21 de septiembre de 1610 falleció)
- Giacomo Goria † (17 de agosto de 1611-3 de enero de 1648 falleció)
  - Sede vacante (1648-1660)
- Gerolamo della Rovere † (5 de mayo de 1660-mayo de 1662 falleció)
- Michelangelo Broglia † (30 de julio de 1663-mayo de 1679 falleció)
- Vittorio Agostino Ripa † (27 de noviembre de 1679-4 de noviembre de 1691 falleció)
- Gian Giuseppe Maria Orsini, C.R.L. † (24 de marzo de 1692-agosto de 1694 falleció)
  - Sede vacante (1694-1697)
- Giuseppe Antonio Bertodano † (3 de junio de 1697-4 de mayo de 1700 falleció)
  - Sede vacante (1700-1727)
- Gerolamo Francesco Malpasciuto † (30 de julio de 1727-9 de agosto de 1728 falleció)
- Carlo Vincenzo Maria Ferreri Thaon, O.P. † (23 de diciembre de 1729-9 de diciembre de 1742 falleció)
- Gian Pietro Solaro † (15 de julio de 1743-enero de 1768 falleció)
- Vittorio Maria Baldassare Gaetano Costa d'Arignano † (11 de septiembre de 1769-28 de septiembre de 1778 nombrado arzobispo de Turín)
- Carlo Giuseppe Filippa della Martiniana † (12 de julio de 1779-7 de diciembre de 1802 falleció)
  - Sede vacante (1802-1805)
- Giovanni Battista Canaveri, C.O. † (1 de febrero de 1805-11 de enero de 1811 falleció)
  - Sede vacante (1811-1817)
- Giuseppe Maria Pietro Grimaldi † (1 de octubre de 1817-1 de enero de 1830 falleció)
- Alessandro d'Angennes † (24 de febrero de 1832-8 de mayo de 1869 falleció)
- Celestino Matteo Fissore † (27 de octubre de 1871-5 de abril de 1889 falleció)
- Carlo Pampirio, O.P. † (24 de mayo de 1889-26 de diciembre de 1904 falleció)
- Teodoro Valfrè di Bonzo † (27 de marzo de 1905-13 de septiembre de 1916 nombrado nuncio apostólico en Austria[nota 22])
- Giovanni Gamberoni † (22 de marzo de 1917-17 de febrero de 1929 falleció)
- Giacomo Montanelli † (17 de febrero de 1929 por sucesión-6 de mayo de 1944 falleció)
- Francesco Imberti † (10 de octubre de 1945-5 de septiembre de 1966 retirado[nota 23])
- Albino Mensa † (12 de octubre de 1966-4 de junio de 1991 retirado)
- Tarcisio Bertone, S.D.B. (4 de junio de 1991-13 de junio de 1995 nombrado secretario de la Congregación para la doctrina de la Fe)
- Enrico Masseroni † (10 de febrero de 1996-27 de febrero de 2014 retirado)
- Marco Arnolfo, desde el 27 de febrero de 2014